# Liste der Bodendenkmäler in Pittenhart
Auf dieser Seite sind die Bodendenkmäler in der oberbayerischen Gemeinde Pittenhart zusammengestellt. Diese Tabelle ist eine Teilliste der Liste der Bodendenkmäler in Bayern. Grundlage ist die Bayerische Denkmalliste, die auf Basis des Bayerischen Denkmalschutzgesetzes vom 1. Oktober 1973 erstmals erstellt wurde und seither durch das Bayerische Landesamt für Denkmalpflege geführt wird. Die folgenden Angaben ersetzen nicht die rechtsverbindliche Auskunft der Denkmalschutzbehörde.

## Bodendenkmäler der Gemeinde

### Bodendenkmäler in der Gemarkung Pittenhart
| Lage                                   | Objekt | Akten-Nr.     | Bild           |
| -------------------------------------- | --- | ------------- | -------------- |
| Pittenhart (Standort)                  | Bestattungsplatz mit Grabbau der römischen Kaiserzeit. | D-1-8040-0003 |                |
| Pittenhart (Standort)                  | Siedlung der römischen Kaiserzeit. | D-1-8040-0004 |                |
| Pittenhart (Standort)                  | Reihengräberfeld des frühen Mittelalters. | D-1-8040-0009 |                |
| Pittenhart (Standort)                  | Turmhügel des hohen Mittelalters (Eschenau bzw. Galgenberg). Siehe auch: Turmhügel Eschenau | D-1-8040-0011 |                |
| Pittenhart (Standort)                  | Reihengräberfeld des frühen Mittelalters. | D-1-8040-0016 |                |
| Pittenhart (Standort)                  | Villa rustica der römischen Kaiserzeit. Siehe auch: Villa rustica (Pittenhart) | D-1-8040-0018 |                |
| Pittenhart (Standort)                  | Verebnete Grabhügel vorgeschichtlicher Zeitstellung. | D-1-8040-0092 |                |
| Pittenhart (Standort)                  | Bestattungsplatz mit Grabbau und Grabhügel der römischen Kaiserzeit. | D-1-8040-0119 |                |
| Pittenhart (Standort)                  | Brandgräber der Urnenfelderzeit. | D-1-8040-0159 |                |
| Pittenhart (Standort)                  | Siedlung der römischen Kaiserzeit. | D-1-8040-0161 |                |
| Pittenhart Am Kirchplatz 1 (Standort)  | Untertägige mittelalterliche und frühneuzeitliche Befunde im Bereich der katholischen Pfarrkirche St. Nikolaus in Pittenhart und ihrer Vorgängerbauten. Siehe auch: St. Nikolaus (Pittenhart). | D-1-8040-0234 | weitere Bilder |
| Pittenhart (Standort)                  | Untertägige frühneuzeitliche Befunde im Bereich der Katholischen Kapelle St. Sebastian in Hinzing.                                                                                             | D-1-8040-0247 |                |
| Pittenhart Seeoner Straße 4 (Standort) | Untertägige spätmittelalterliche und frühneuzeitliche Befunde im Bereich von Schloss Oberbrunn und seiner Vorgängerbauten. Siehe auch: Schloss Oberbrunn                                       | D-1-8040-0251 |                |
| Pittenhart (Standort)                  | Abgegangene Kirche des Mittelalters und der frühen Neuzeit (St. Peter). | D-1-8040-0255 |                |